# 奧魯斯·普勞提烏斯
奧魯斯·普勞提烏斯(英語：Aulus Plautius)是1世紀中葉羅馬的政治家和將軍。他於公元43年著手羅馬征服不列顛的行動，並成為新行省的第一任總督，任期從43年到46年。

## 職業生涯
對於奧魯斯·普勞提烏斯的早期職業生涯所知甚少。此前相信他與馬庫斯·埃利厄斯·塞勒一起參與了鎮壓可能發生在公元24年普利亞的奴隸起義。 然而，"A·PLAVTIO"銘文現在被確定參與鎮壓為奧魯斯的同名父親奧魯斯·普勞提烏斯。年輕的普勞提烏斯在29歲半擔任補任執政官，盧修斯·努內斯·阿斯普雷納斯是他的同瞭執政官。 隨後，他在羅馬皇帝克勞狄斯統治早期擔任行省總督，可能是潘諾尼亞。另一個銘文顯示，他當時監督了的里雅斯德和里耶卡之間的一條道路的建設。 英國古代歷史學家安東尼·伯利懷疑普勞提烏斯在42年鎮壓盧修斯·阿倫蒂烏斯·卡米盧斯·斯克里博尼亞努斯的政變中亦發揮了作用。
皇帝克勞狄斯在43年任命普勞提烏斯領軍入侵不列顛尼亞。開戰的理由是為了恢復阿特雷巴特人的國王和羅馬盟友維里卡的王位; 他被他的東部近鄰卡圖維勞尼人廢黜。歷史學家伯利認為，普勞提烏斯被選中不僅是出於對他前一年的忠誠的感激，也是因為他與克勞狄斯和皇室建立了姻親關係。
入侵部隊由四個軍團組成：第九「西班牙」軍團，然後是在潘諾尼亞的第二奧古斯塔軍團; 第十四合組軍團和第二十英勇凱旋軍團，加上大約20,000名輔助部隊，包括色雷斯人和巴達維人。第二奧古斯塔軍團是由後來的羅馬皇帝維斯帕先率領。已知另外三名具有適當的軍銜去指揮軍團參與了入侵的有：維斯帕先的兄弟，提圖斯·弗拉維烏斯·薩比努斯和格奈烏斯·霍西迪烏斯·蓋塔出現在卡西烏斯·狄奧的入侵記錄中; 古羅馬歷史學家歐特羅皮烏斯提到了前執政官格奈烏斯·霍西迪烏斯·薩圖努斯，但可能他過於資深，或許較後時間伴隨了皇帝克勞狄斯抵達不列顛。
在高盧北部的海灘上，普勞提烏斯面臨著軍隊的嘩變，士兵們不願意越過海洋，在已知世界的界限之外作戰。直到皇帝克勞狄斯的自由民兼秘書納西索斯向他們發表講話後勸服了他們。士兵眼見一位前奴隸處於他們的指揮官中，他們大喊道："'Io Saturnalia！'"(農神節Saturnalia是一個羅馬節日，在這一天中，社會角色被顛倒過來) 兵變因而結束。
普遍認為，入侵部隊在肯特的里奇伯勒登陸，儘管有部分兵力可能在其他地方登陸。由卡圖維勞尼人的多哥杜姆努斯和卡拉塔庫斯領導的凱爾特布立吞人不願意打一場激烈的戰鬥，而是依靠游擊戰術。然而，普勞提烏斯首先在麥德威河擊敗了卡拉塔庫斯，然後在泰晤士河上擊敗了多哥杜姆努斯。不久之後，多哥杜姆努斯身亡，卡拉塔庫斯殘存並繼續在其他地方抵抗成為入侵者的眼中釘。
到達泰晤士河後，普勞提烏斯停下來，並派人向皇帝彙報戰況，克勞狄斯帶著攻城武器和大象等增援部隊抵達不列顛，完成了對卡圖維勞尼人首都卡姆洛多努(現今的高車士打)最後的軍事行動。克勞狄斯在凱旋銘文中聲稱在卡姆洛多努接受了不列顛十一個部落國王的投降。羅馬在新征服的領土上建立了行省，普勞提烏斯被任命為不列顛尼亞總督

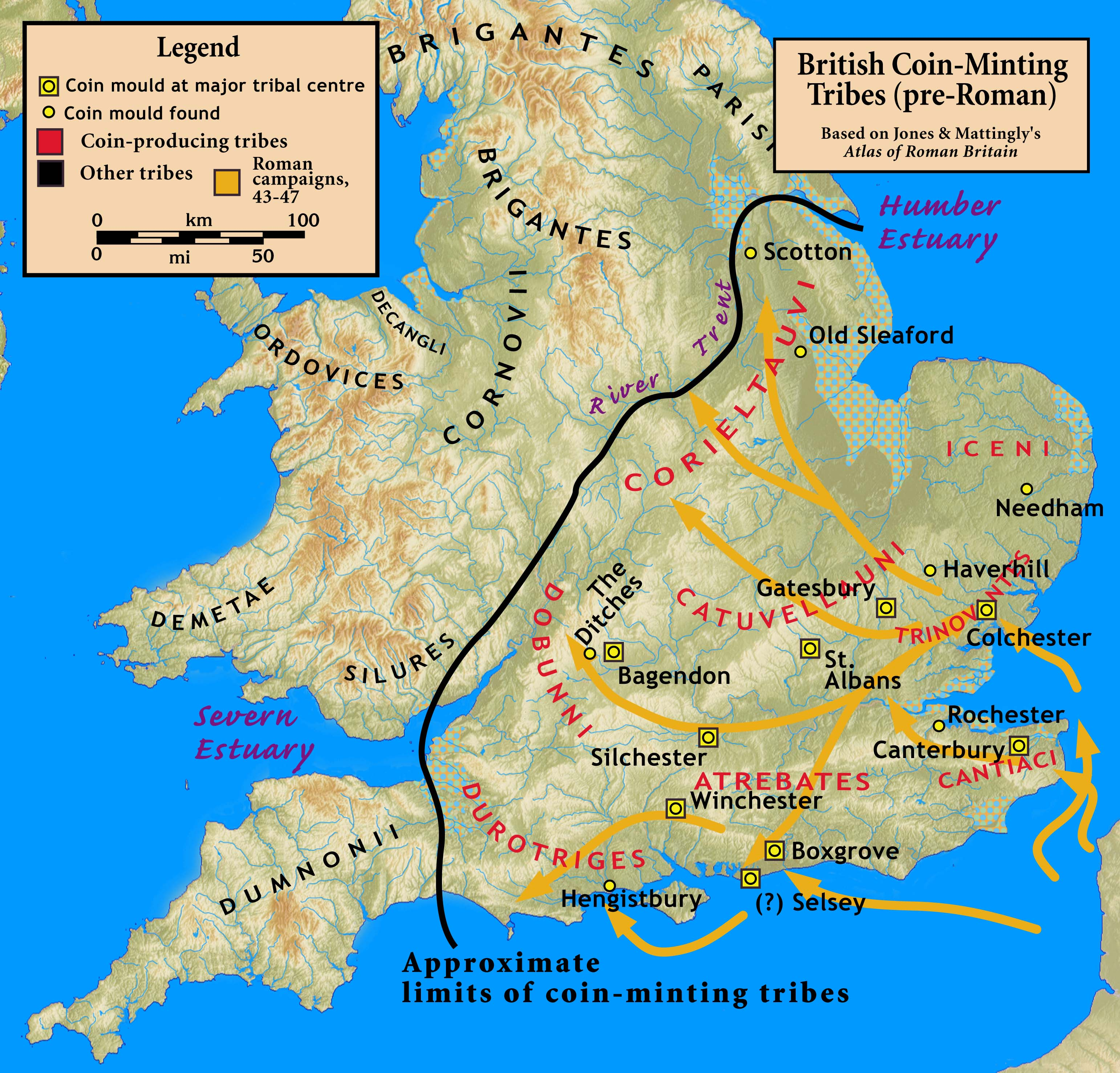
奧魯斯·普勞提烏斯的征服，聚焦於不列顛東南部商業上有價值的地方。

從成功征服後的一年開始，四個羅馬軍團組成的行省駐軍開始著手擴大疆域: 第九軍團沿著日後成為埃爾米恩街的路線向北推進，在後來成為林肯的地方建造了一個軍營; 第十四軍團沿著惠特靈大道的路線進入中部地區，然後轉向北方，在日後成為李斯特城的地方建立了基地; 維斯帕先率領第二軍團，在南方推進，攻陷了20多個丘堡，征服了懷特島，並征服了兩個強大的部落，最終最有可能在雅息特建立了自己的基地; 第四支主力部隊，第二十軍團可能被普勞提烏斯保留在卡姆洛多努和一些輔助軍團作為預備部隊。幾年後，行省首府遷至倫蒂尼恩，後者在普勞提烏斯的任內建成。
公元47年，普布利烏斯·奧斯托留斯·斯卡普拉接替普勞提烏斯成為新總督。 在他回到羅馬和非軍職的生活時，普勞提烏斯獲得了一次小凱旋式的獎勵，在凱旋式期間，皇帝本人從神殿走到他的身邊。

## 家族
奧魯斯·普勞提烏斯是公元前1年補任執政官奧魯斯·普勞提烏斯與維特里亞的兒子。 36年的執政官昆圖斯·普勞提烏斯是他的弟弟。 他的妹妹普勞蒂亞已被確定為19年執政官普布利烏斯·佩特羅尼烏斯的妻子;  他們的婚姻關係在墓誌銘中得到證實。 普勞蒂亞和普布利烏斯·佩特羅尼烏斯的女兒，嫁給了奧魯斯·維特里烏斯，後者後來在四帝之年時期成為羅馬皇帝。
奧魯斯·普勞提烏斯娶了龐波妮亞·葛萊西娜，英國古代歷史學家安東尼·伯利確定她是16年執政官蓋烏斯·龐波尼烏斯·葛萊西亞的女兒。 龐波妮亞在她的女親屬茱莉亞·德魯絲·凱撒麗絲被克勞狄斯和瓦萊瑞亞·麥瑟琳娜處決後，在皇帝免其受罰的情況下，公開哀悼了四十年。 公元57年，她被指控犯有"異端罪"被一些人解釋為皈依了基督教。根據羅馬法律，她被她的丈夫在她的親戚面前審判，並被宣判無罪釋放。 這段婚姻沒有經證實的子女。儘管有人認為後來的奧魯斯·普勞提烏斯據稱是小阿格里皮娜的情人，這段關係可能有了他們的兒子。 然而，一些現代歷史學家，如伯利，認為儘管這個名字是相同，但這個人物是奧盧斯·普勞提烏斯的兄弟昆圖斯·普勞提烏斯的兒子。
奧盧斯·普勞提烏斯的侄子勞提烏斯·拉特蘭努斯(昆圖斯的另一個兒子)被發現與皇后瓦萊瑞亞·麥瑟琳娜的婚外情後。這一位有"光榮履歷"的伯父，從處決中拯救了他的侄子。 拉特蘭努斯被解除了元老院的職務，轉而被判流放。拉特蘭努斯後來因參與65年反對尼祿的皮索陰謀而被處決，據此推斷，他的伯父奧盧斯·普勞提烏斯當時已經去世。

## 流行文化
普勞提烏斯是亨利克·显克微支的小說《你往何處去》和Simon Scarrow的小說《鷹旗的征服》中的人物。
在1951年的電影暴君焚城錄，根據亨利克·显克微支的小說改編，普勞提烏斯是由費利克斯·艾爾默飾演，他的妻子龐波妮亞是一位基督徒（無歷史記載）。
他在2018年的電視連續劇不列顛尼亞中由大衛·莫瑞瑟飾演，該劇描繪了羅馬征服不列顛的幻想版本，並作為該系列的主要反派。

### 擴展閱讀
- William Smith (ed) (1870), Dictionary of Greek and Roman Biography and Mythology Vol 4 p. 405 （页面存档备份，存于）
- George Patrick Welch (1963), Britannia: the Roman Conquest and Occupation of Britain
- Anthony R Birley (1981), The Fasti of Roman Britain, p 37–40
- Anthony R Birley (2005), The Roman Government of Britain, p 17–25

## 外部連結
- Aulus Plautius at Roman-Britain.org